# Свекървище
„Свекървище“ (на английски: Monster In Law) е американска комедия, създанен през 2005 година.
Режисьор на филма е Робърт Лукетич, а главните роли са: Джейн Фонда, Дженифър Лопес, Майкъл Вартан, Адам Скот, Моне Мейзър, Уанда Сайкс и други.

## Сюжет
Шарлот Кантилин търси идеалното щастие в продължение на много години и намира „мъжа на мечтите си“ в лицето на Кевин Фийлдс, само за да открие, че майка му Виола е „жената на кошмарите ѝ“. Виола е уволнена тв-звезда, която се страхува да не изгуби единствения си син, както е изгубила кариерата си. Тя е твърдо решена да сплаши годеницата на момчето си, като се превърне в най-ужасяващата свекърва на света. И докато дългогодишната помощничка на Виола – Руби се старае да помага, както може в пъклените планове на работодателката си, Шарлот решава да се отбранява и всички прегради падат във войната да се докаже коя в това семейство е „доминантната женска“.

## Актьорски състав
- Дженифър Лопес в ролята на Шарлот „Чарли“ Кантилин Фийлдс
- Майкъл Вартан в ролята на д-р Кевин Фийлдс, хирург
- Джейн Фонда в ролята на Виола Фийлдс
- Уанда Сайкс в ролята на Руби
- Адам Скот в ролята на Реми
- Моне Мейзър в ролята на Фиона
- Ани Парис в ролята на Морган
- Уил Арнет в ролята на Кит
- Илейн Стрич в ролята на Гъртруд Фийлдс, бабата на Кевин и свекървата на Виола, с която са в лоши отношения
- Стивън Дънъм в ролята на д-р Пол Чембърлейн

## Дублаж
| Преводач            | Полина Николова                                                               |
| Режисьор на дублажа | Здрава Каменова                                                               |
| Тонрежисьор         | Радослав Колев                                                                |
| Озвучаващи артисти  | Антония Драгова Лина Златева Станислав Димитров Димитър Живков Ирина Маринова |